# 李建春
李建春（1959年—），男，汉族，山西偏关人，中华人民共和国政治人物。中国共产党党员。重庆大学技术经济及管理专业毕业。

## 生平
2013年，当选第十二届全国人民代表大会重庆地区代表。
2017年3月，不再担任中共重庆巴南区委书记。